# SEB Pank

SEB Pank (auparavant Eesti Ühispank puis  SEB Eesti Ühispank) est la deuxième plus grande banque universelle en Estonie.
C'est une filiale de la banque suédoise SEB.

## Histoire
La banque est fondée le 15 décembre 1992 sous le nom d'Eesti Ühispank par la fusion de 10 petites banques. 
En 1996, la société anonyme est introduite en bourses de Tallinn et d' Helsinki. 
En 1998, SEB AB achète des actions d'Ühispank. Cette participation est portée à 50,1% l'année suivante et à 95% en 2000. 
En 2002, les actionnaires indépendants restants sont indemnisés par SEB AB qui devient l'unique actionnaire. 
Le 11 avril 2005, la société est renommée SEB Eesti Ühispan et en 2008 SEB Pank.

## Organisation
SEB Pank est une banque universelle qui propose des services financiers aux particuliers, aux entreprises et au secteur public.
Ses filiales sont:
- SEB Liising est la deuxième plus grande société de crédit-bail en Estonie. Elle fait aussi de l'affacturage.
- SEB Varahaldus est la société de gestions de fonds pour les clients privés et les clients institutionnels.
- SEB ID Solution AS propose des services de sécurité informatique.